# Десятерик Дмитро Валентинович
 Дмитро Валентинович Десятерик (17 січня 1964, місто Дніпро) — український кіно- і театральний критик.

## Життєпис
Народився у Дніпрі (тоді – Дніпропетровськ). Навчався в Дніпропетровському гірничому інституті, звідки був відрахований у 1983  за «порушення статуту ВЛКСМ». Засновник, редактор і головний автор самвидавчого рок-журналу «Воляпюк» (виходив у Дніпропетровську в 1987-88) Переїхав до Києва в 1990. Закінчив з червоним дипломом театральний факультет Київського національного університету театру, кіно і телебачення ім. Карпенка-Карого (кафедра театрознавства, 1999). Упорядник і автор більшості статей у книзі «Альтернативна культура. Енциклопедія» (Москва, «Ультракультура», 2005). Кілька прозових мініатюр опубліковані у збірнику «Дуже короткі тексти» (Москва, НЛО, 2000). Есей  «Десять кроків по колу» надрукований у збірці «Про що він мовчить» (Київ, Creative Women Publishing, 2022).
У 1999-2022 – кореспондент відділу культури щоденної всеукраїнської газети «День». Наразі – постійний автор видань «Детектор медіа», Bird In Flight (обидва – Україна), «Наше Слово» (Варшава, Польща), Current Time (Прага, Чехія). Автор рецензій, есеїв, фестивальних оглядів, численних інтерв'ю з кінорежисерами, акторами, художниками, літераторами, зокрема Майком Лі, Ульріхом Зайдлем, Кірою Муратовою, Марією Гофштаттер, Мирославом Слабошпицьким, Олегом Сенцовим, Наталією Ворожбит, Іриною Цілик, Антоніо Лукічем, Сергієм Жаданом, Юрієм Андруховичем, Тарасом Прохаськом, Матвієм Вайсбергом, Олександром Гляделовим, Олександром Животковим, Оленою Придуваловою тощо. Окремі публікації перекладені англійською, чеською та італійською.
Є членом Міжнародної федерації кінопреси (FIPRESCI), Європейської та Української кіноакадемій, Спілки кінокритиків України, експертом Українського культурного фонду. Член журі кінофестивалю «Відкрита ніч» (2002). У 2015-2021 Дмитро Десятерик був членом Українського Оскарівського комітету. У 2013 входив у склад журі FIPRESCI 43 Міжнародного кінофестивалю «Молодість», у 2016 – в склад журі FIPRESCI 10 Одеського міжнародного кінофестивалю. У серпні 2015 кандидатуру Десятерика схвалено для участі у журі FIPRESCI 39 Монреальського фестивалю світового кіно, отже він став першим українцем-членом журі в історії цього кінофоруму. За словами Дмитра, свою роботу в журі він присвятив Олегу Сенцову та Олександру Кольченку.
Працював над створенням артенциклопедії «UKRAINE. THE BEST. Культурний простір від А до Я», до якої увійшли 123 діячі культури України. Ця енциклопедія завоювала звання «Найкраща книга року» 23-го «Форуму видавців» у 2016.
Також у 2022 Дмитро Десятерик, Олена Рубашевська  та Олександр Гусєв стали першими українцями, що голосуватли на кінопремії «Золотий глобус». У 2023 Десятерик переобраний для голосування на «Золотому глобусі» в статусі international voter.

## Нагороди
У 2020 році став лавреатом Премії ім. Джеймса Мейса.